# والتون (نبراسکا)
والتون (به انگلیسی: Walton) یک منطقهٔ مسکونی در ایالات متحده آمریکا است که در شهرستان لنکستر، نبراسکا واقع شده‌است. والتون ۳۰۶ نفر جمعیت دارد و ۳۷۰٫۰۳ متر بالاتر از سطح دریا قرار دارد.